# Antimon trisulfid
Antimon trisulfid  Sb2S3 se nalazi u prirodi u obliku kristalnog minerala antimonita i amorfnog crvenog minerala meta-antimonita. On se proizvodi radi upotrebe u bezbednim šibicama, vojnoj municiji, eksplozivima i materijalu za vatromet. On se isto tako koristi u proizvodnji stakla boje rubina i plastike otporne na plamen. Istorijski antimonit je korišten kao sivi pigment u slikama iz 16-tog veka. Ovaj materijal je poluprovodnik sa direktnim band otvorom od 1.8-2.5 eV. Uz odgovarajuću preradu p i n tipovi materijala se mogu proizvesti.

## Priprema i reakcije
Sb2S3 se može pripremiti iz elementa na temperaturi od 500-900 °C:
2Sb + 3S → Sb2S3
Sb2S3 precipitira kad se H2S provodi kroz kiseli rastvor Sb(III). 
Ova reakcija je korištena kao gravimetrijski metod za determinaciju antimona, provoženjem H2S kroz rastvor Sb(III) jedinjenja u toploj HCl dolazi do izdvajanja narandžaste forme Sb2S3, koja pocrni pod reakcionim uslovima.
Sb2S3 se lako oksiduje. On energično reaguje sa oksidijućim agensima.
Ovaj materijal sagoreva na vazduhu u pravom plamenu. On reaguje sa kadmijumom, magnezijumom i cink hloratima. Smeše Sb2S3 i hlorata mogu da eksplodiraju.
Pri ekstrakciji antimona iz ruda se koristi alkalni sulfidni proces, pri čemu Sb2S3 reaguje i formiraju se tioantimonat(III) sali (poznate i kao tioantimoniti):
3Na2S + Sb2S3 → 2Na3SbS3
Brojne soli koje sadrže različite tioantimonat(III) jone se mogu pripremiti iz Sb2S3:
[SbS3]3−, [SbS2]−, [Sb2S5]4−, [Sb4S9]6−, [Sb4S7]2− and [Sb8S17]10−
"Šlipeova so", Na3SbS4·9H2O, tioantimonat(V) so se formira kad se Sb2S3 zagreva do ključanja sa sumporom i natrijum hidroksidom. Reakcija se može napisati kao:
Sb2S3 + 3S2− + 2S → 2[SbS4]3−